# Xã Lake Ibsen, Quận Benson, Bắc Dakota
Xã Lake Ibsen (tiếng Anh: Lake Ibsen Township) là một xã thuộc quận Benson, tiểu bang Bắc Dakota, Hoa Kỳ. Năm 2010, dân số của xã này là 23 người.